# Мораледа-де-Сафайона
Мораледа-де-Сафайона (ісп. Moraleda de Zafayona) — муніципалітет в Іспанії, у складі автономної спільноти Андалусія, у провінції Гранада. Населення — 3076 осіб (2010).
Муніципалітет розташований на відстані близько 360 км на південь від Мадрида, 32 км на захід від Гранади.
На території муніципалітету розташовані такі населені пункти: (дані про населення за 2010 рік)
- Лорето: 1201 особа
- Мораледа-де-Сафайона: 1875 осіб

## Демографія
Динаміка населення (INE ):

## Галерея зображень

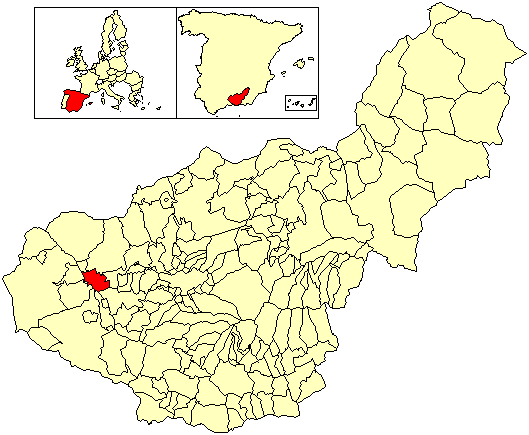
Розташування муніципалітету у провінції Гранада